# ترریگف گولبرانسن
ترریگف گولبرانسن (انگلیسی: Trygve Gulbranssen; ۱۵ ژوئن ۱۸۹۴ – ۱۰ اکتبر ۱۹۶۲) پدیدآور، اهالی کسب‌وکار، روزنامه‌نگار اهل نروژ بود.